# Lowlanders Białystok
 Lowlanders Białystok – białostocka drużyna futbolu amerykańskiego, założona w lutym 2006 roku. Klub od 2017 roku uczestniczy w rozgrywkach Ligi Futbolu Amerykańskiego. Wcześniej Lowlanders rozgrywali mecze w ramach Polskiej Ligi Futbolu Amerykańskiego (PLFA), gdzie zadebiutowali w roku 2008. W 2018 roku drużyna zdobyła tytuł Mistrza Polski LFA, wygrywając w finale z Panthers Wrocław 14-13. Sukces powtórzono w 2022 roku pokonując Kraków Kings 21-20, a następnie w 2023 roku obroniono Mistrza Polski pokonując Silesię Rebels 38:35. Lowlanders zajmują boisko boczne Stadionu Miejskiego w Białymstoku.

## Historia klubu
Historia klubu zaczyna się z dniem 11 lutego 2006 roku, gdy na forum miejscowego klubu piłki nożnej Jagiellonii Białystok pojawił się temat z propozycją utworzenia w Białymstoku drużyny futbolu amerykańskiego. Nie zważając na zimową aurę na pierwszy trening przybyło ponad 10 osób chętnych do gry, drużyna trenowała regularnie aż do czerwca kiedy to ówczesny trener przechodzi do Devils Wrocław, wraz z tym wydarzeniem zapał do gry ostygł co w konsekwencji doprowadziło do zawieszenia działalności drużyny na czas nieokreślony. Najwytrwalsi, którzy nie chcieli tracić kontaktu z futbolem amerykańskim odpowiadali na zaproszenia wspólnych treningów, oraz występu z Devils Wrocław przeciw Kozłom Poznań w EFIS Bowl 25 sierpnia 2006. Pojawiły się plany zmiany klubu a pamięć o Lowlanders Białystok powoli zanikała.
Jednak podczas pierwszego weekendu października drużyna reaktywowała się, na trening przychodzi grupa ludzi, która chcą kontynuować to co zaczęło się na początku lutego. Dzięki audycjom w lokalnych rozgłośniach radiowych oraz występach w programach TVP Białystok drużyna pozyskuje nowych zawodników.
Do Białostockiego Urzędu Miejskiego wpłynął wniosek o zalegalizowanie stowarzyszenia "Drużyna Futbolu Amerykańskiego Lowlanders Białystok", powstała strona internetowa drużyny.
12 listopada Lowlanders Białystok wraz z drużyną Jackals Łomża rozegrali mecz pokazowy przeciw 1. KFA Fireballs Wielkopolska (pierwotnie miał być to mecz o 3. miejsce pomiędzy Devils Wrocław a 1. KFA Fireballs Wielkopolska) przed finałem Polskiej Ligi Futbolu Amerykańskiego w Warszawie. Mecz skończy się zwycięstwem bardziej doświadczoną drużyną z Poznania, dla większości zawodników z Białegostoku była to pierwszy możliwość sprawdzenia swoich możliwości na normalnym boisku przy profesjonalnej obsadzie sędziowskiej.

12 maja 2007 roku w Białymstoku odbył się mecz futbolu amerykańskiego z drużyną mistrza Polski – Warsaw Eagels, który wygrał 20:6. Widowisko to przyciągnęło wielu zainteresowanych tą dyscypliną, a co za tym idzie, w drużynie pojawiły się nowe twarze.

9 czerwca 2007 roku drużyna Lowlanders Białystok pokonała Kraków Kings 22:0 w turnieju futbolu amerykańskiego w Krakowie, w następnym białostoczanie ulegli Devils Wrocław 20:0.
W 2008 roku Lowlanders Białystok dołączyli do rozgrywek Polskiej Ligi Futbolu Amerykańskiego, pierwszy sezon w PLFA II Dywizji Północnej okazał się wielkim zaskoczeniem landersi wygrali pięć z sześciu meczów i awansowali do PLFA I.
Przed sezonem 2012 struktura polskich rozgrywek została zmieniona. Powstała Topliga zrzeszająca 8 najlepszych zespołów z całej polski, jednocześnie białostoccy zawodnicy pozostali w PLFA I.
W 2018 roku Drużyna Lowlanders Białystok zwyciężyła w finale z Panters Wrocław i zdobyła mistrzostwo Ligi Futbolu Amerykańskiego. W roku 2019 i w 2020 przegrali w finale i zdobyli wicemistrzostwo. Juniorzy Lowlanders Białystok zwyciężyli w finale PFLJ i zdobyli mistrzostwo.  
Przełomowym rokiem dla seniorskiej drużyny był 2022 w którym lowlanders niespodziewanie pokonali faworyzowanych Kraków Kings w finale na burzliwym stadionie w Ząbkach. Juniorzy Lowlanders Białystok zwyciężyli w finale PFLJ i zdobyli mistrzostwo Polski.

## Osiągnięcia ligowe
PLFA II sezon 2008  miejsce pierwsze.
PLFA II sezon 2010  miejsce drugie.
PLFA I sezon 2012  miejsce drugie.
PLFA I sezon 2013  miejsce drugie.
PLFA I sezon 2014  miejsce drugie.
Topliga sezon 2015 półfinał.
Topliga sezon 2016 półfinał.
Topliga sezon 2017 półfinał.
Liga Futbolu Amerykańskiego sezon 2018  miejsce pierwsze.
Liga Futbolu Amerykańskiego sezon 2019  miejsce drugie.
Liga Futbolu Amerykańskiego sezon 2020  miejsce drugie.
Polska Futbol Liga sezon 2021 półfinał.
Polska Futbol Liga sezon 2022  miejsce pierwsze.
Polska Futbol Liga sezon 2023  miejsce pierwsze
Polska Futbol Liga sezon 2024  miejsce drugie

## Bilans ligowy
| Sezon | Liga                               | Bilans spotkań (Zw:Por)            | Bilans punktów (Pzd:Pst) | Uwagi            |
| ----- | ---------------------------------- | ---------------------------------- | ------------------------ | ---------------- |
| 2008  | PLFA II – Dywizja Północna         | 5:1                                | 191:69                   | awans            |
| 2009  | PLFA I                             | 0:7                                | 36:223                   | spadek           |
| 2010  | PLFA II – Grupa Wschodnia          | 5:1                                | 172:28                   | awans            |
| 2011  | PLFA I                             | 1:8                                | 48:399                   | bez zmian*       |
| 2012  | PLFA I - Grupa Północna            | 4:2                                | 114:69                   | bez zmian        |
| 2012  | Półfinał PLFA I z Gliwice Lions    | Półfinał PLFA I z Gliwice Lions    | 12:6                     | bez zmian        |
| 2012  | Finał PLFA I z Warsaw Spartans     | Finał PLFA I z Warsaw Spartans     | 6:7                      | bez zmian        |
| 2013  | PLFA I - Grupa Wschodnia           | 6:0                                | 190:38                   | bez zmian        |
| 2013  | Półfinał PLFA I z Tychy Falcons    | Półfinał PLFA I z Tychy Falcons    | 21:14                    | bez zmian        |
| 2013  | Finał PLFA I z Husaria Szczecin    | Finał PLFA I z Husaria Szczecin    | 19:20                    | bez zmian        |
| 2014  | PLFA I – Grupa Wschodnia           | 8:0                                | 314:42                   | awans            |
| 2014  | Półfinał PLFA I z Tychy Falcons    | Półfinał PLFA I z Tychy Falcons    | 49:6                     | awans            |
| 2014  | Finał PLFA I z Husaria Szczecin    | Finał PLFA I z Husaria Szczecin    | 26:27                    | awans            |
| 2015  | TOPLIGA                            | 7:3                                | 334:223                  | bez zmian        |
| 2015  | Półfinał Topligi z Seahawks Gdynia | Półfinał Topligi z Seahawks Gdynia | 13:35                    | bez zmian        |
| 2016  | TOPLIGA                            | 4:4                                | 238:178                  | bez zmian        |
| 2016  | Półfinał Topligi z Seahawks Gdynia | Półfinał Topligi z Seahawks Gdynia | 13:14                    | bez zmian        |
| 2017  | TOPLIGA                            | 4:2                                | 204:98                   | opuszczenie ligi |
| 2017  | Półfinał Topligi z Seahawks Gdynia | Półfinał Topligi z Seahawks Gdynia | 26:48                    | opuszczenie ligi |
| 2018  | LFA1                               | 5:3                                | 279:129                  | bez zmian        |
| 2018  | Polish Bowl z Panthers Wrocław     | Polish Bowl z Panthers Wrocław     | 14:13                    | bez zmian        |
| 2019  | LFA1                               | 6:2                                | 312:159                  | bez zmian        |
| 2019  | Polish Bowl z Panthers Wrocław     | Polish Bowl z Panthers Wrocław     | 14:28                    | bez zmian        |
| 2020  | PFL1                               | 4:1                                | 169:107                  | bez zmian        |
| 2020  | Polish Bowl z Panthers Wrocław     | Polish Bowl z Panthers Wrocław     | 14:28                    | bez zmian        |
| 2021  | PFL1                               | 5:1                                | 153:97                   | bez zmian        |
| 2021  | Półfinał z Tychy Falcons           | Półfinał z Tychy Falcons           | 15:34                    | bez zmian        |
| 2022  | PFL1                               | 5:1                                | 192:97                   | bez zmian        |
| 2022  | Polish Bowl z Kraków Kings         | Polish Bowl z Kraków Kings         | 21:20                    | bez zmian        |
| 2023  | PFL1                               | 7:1                                | 238:69                   | bez zmian        |
| 2023  | Polish Bowl z Silesia Rebels       | Polish Bowl z Silesia Rebels       | 38:35                    | bez zmian        |
| 2024  | PFL1                               | 4:4                                | 217:250                  | bez zmian        |
| 2024  | Polish Bowl z Warsaw Eagles        | Polish Bowl z Warsaw Eagles        | 10:20                    | bez zmian        |

* Po zakończeniu sezonu 2011 drużyna znajdowała się na miejscu spadkowym, jednak w wyniku zawiązania się Topligi PLFA, w skład której weszło osiem czołowych drużyn, zespół pozostał w PLFA I.